# Hallo K3!
Hallo K3! ist eine flämische Sitcom, die seit 2010 ausgestrahlt wird und deren Ansprechgruppe die ganze Familie ist. Die Protagonisten sind Mitglieder der belgischen Girlgroup K3, deren niederländischsprachiges Repertoire sich vornehmlich an Kinder richtet. Der in der Sitcom verwendete Humor, die Witze sowie die Geschichte mancher Episoden sind allerdings eher ins Jugend- als ins Kinderfernsehen einzuordnen. In der Serie werden im Gegensatz zu anderen K3-Serien oder -Filmen, die sich um die Erlebnisse der Band drehen, keine neuen Songs vermarktet. Man bemüht sich, das Format so realitätsnah wie möglich zu halten. Um in die Thematik einzuführen, wurde ein Pilotfilm zur Serie gedreht, der vorab im belgischen bzw. niederländischen Fernsehen zu sehen war.

## Handlung
K3 suchen sich eine gemeinsame Wohnung in Mechelen. Jedoch hat Karen anstatt einer Wohnung mit drei Zimmern nur eine mit zwei Zimmern gemietet. Als die Mädchen in der Wohnung ankommen, treffen sie nicht auf die annoncierte supermoderne Wohnung in bester Lage mit guten Möbeln, sondern auf eine Stinkende mit alten Möbeln – wenigstens die Lage stimmt. Nachdem die Wohnung schön hergerichtet ist, schläft Josje zuerst bei Karen im Zimmer, dann bei Kristel. Durch deren lautes Schnarchen kann sie jedoch nicht schlafen und letztlich sucht sich Josje eine andere Wohnung. Sie hat Glück, denn die Wohnung nebenan ist noch frei.
K3 lernen ihre neuen Nachbarn kennen: Bas, sexy, jung und sportlich, und Marcel, alt, laut, und unsportlich. Bas und Marcel bilden damit eine Polarität.
Beliebter Treffpunkt der Bande ist das Café von Rosie namens Rozebottel. Rosie nimmt schnell Kontakt mit den jungen Mädchen auf und schließt sie ihn ihr Herz.
Die Mädchen von K3 stehen alle auf Bas. Um ihre Freundschaft nicht zu gefährden, schließen sie einen Pakt, dass sie sich nicht allein mit Bas verabreden dürfen. Diesen Pakt versuchen die Frauen jedoch ständig zu umgehen.

## Besetzung
| Schauspieler     | Rollenname | Folgen       |
| ---------------- | ---------- | ------------ |
| Kristel Verbeke  | Kristel    | seit Folge 1 |
| Karen Damen      | Karen      | seit Folge 1 |
| Josje Huisman    | Josje      | seit Folge 1 |
| Jacques Vermeire | Marcel     | seit Folge 1 |
| Metta Gramberg   | Rosie      | seit Folge 1 |
| Winston Post     | Bas        | seit Folge 1 |

## Charaktere
Karen ist die eher Schlampige in der Serie, ihr macht es nichts aus, wenn die Wohnung mal voller Müll ist. Sie lebt zusammen in einer Wohngemeinschaft mit Kristel. Sie mag Seifenopern und schwärmt für Bas, den hübschen Nachbarn. Sie ist befreundet mit Rosie und auch mit Marcel. Wenn sich Karen ein Ziel in den Kopf gesetzt hat, dann will sie jenes wirklich erreichen und tut sehr viel dafür.
Kristel ist die ordnungsliebende Person in der WG, die auch gerne über alles die Kontrolle behalten will, daher kann sie auch mal streng durchgreifen. Sie mag wie Karen Seifenopern und ist auch Josjes Nachbarin. Sie schwärmt ebenfalls für Bas und ist mit Rosie und Marcel befreundet. Sie ist gut in Quizspielen, da sie ein großes Allgemeinwissen hat.
Josje ist die Powervolle. Sie wohnt in einer Wohnung direkt neben Karen und Kristel. Handwerklich ist sie, wie auch Kristel, nicht so sehr begabt. Wenn sie eine Idee hat, möchte sie sie auch durchführen und gibt stets ihr Bestes. Sie ist die Erste, die Bas kennenlernt, und schwärmt auch für ihn. Im Gegensatz zu den anderen hat sie zwischenzeitlich keinen anderen Schwarm. Sie besitzt, wie Kristel, ein großes Allgemeinwissen und mag Quiz.
Bas ist der Hübschling im Wohngebäude. Schnell ist er mit Karen, Kristel und Josje befreundet. Sie machen auch regelmäßig Dinge zusammen, jedoch machen sie meist etwas zu viert, weil K3 den Pakt geschlossen haben, dass ihn keine der drei allein daten darf.
Rosie ist die Wirtin des Rozebottel. Jener ist der Treffpunkt von K3, Bas und auch Marcel. Sie ist eine herzensgute und verständnisvolle Frau. Sie macht oft Scherze, die zum Teil zynisch sind. Jene richten sich meist gegen Marcel.
Marcel ist ein Mieter im selben Haus wie K3 und Bas. Er ist ein alter Mann, der etwas planlos durch sein Leben geht. Oft sucht er Kontakt zu Karen, Kristel und Josje. Er überschätzt sich oft und denkt, er könne so ziemlich alles, und lässt sich nur ungern belehren. Jedoch steht er K3 gerne zur Seite. Im Rozebottel hat er Schulden, die er fortwährend vor sich herschiebt. Er besitzt eine siamesische Katze namens Suzie.